# Paul Scheer
Paul Christian Scheer (Nueva York; 31 de enero de 1976) es un actor, comediante, escritor, productor, director y podcaster estadounidense.
Scheer es conocido como una estrella de la serie de FX / FXX The League y como cocreador y una de las estrellas de la serie de sketchs MTV Human Giant, así como la serie de comedia-acción-parodia NTSF:SD:SUV:: de Adult Swim. También, es el copresentador del popular podcast de debate sobre la película ¿Cómo se hizo esto?, junto a su esposa June Diane Raphael y Jason Mantzoukas.  Es un actor recurrente en la comedia de HBO Veep  y en la comedia de ABC Fresh Off the Boat.  En septiembre de 2017, se anunció que Scheer dirigirá el reinicio de TV de Galaxy Quest para Amazon.  En 2018, Scheer ganó un premio SAG por su trabajo en Veep .

## Temprana edad y educación
Scheer nació en Huntington, Nueva York , de Gail Ann y William Paul Scheer. Se graduó de St. Anthony's High School (Nueva York) y asistió a la Universidad de Nueva York , donde se especializó en comunicación y educación.

## Carrera

### Televisión

#### Human Giant

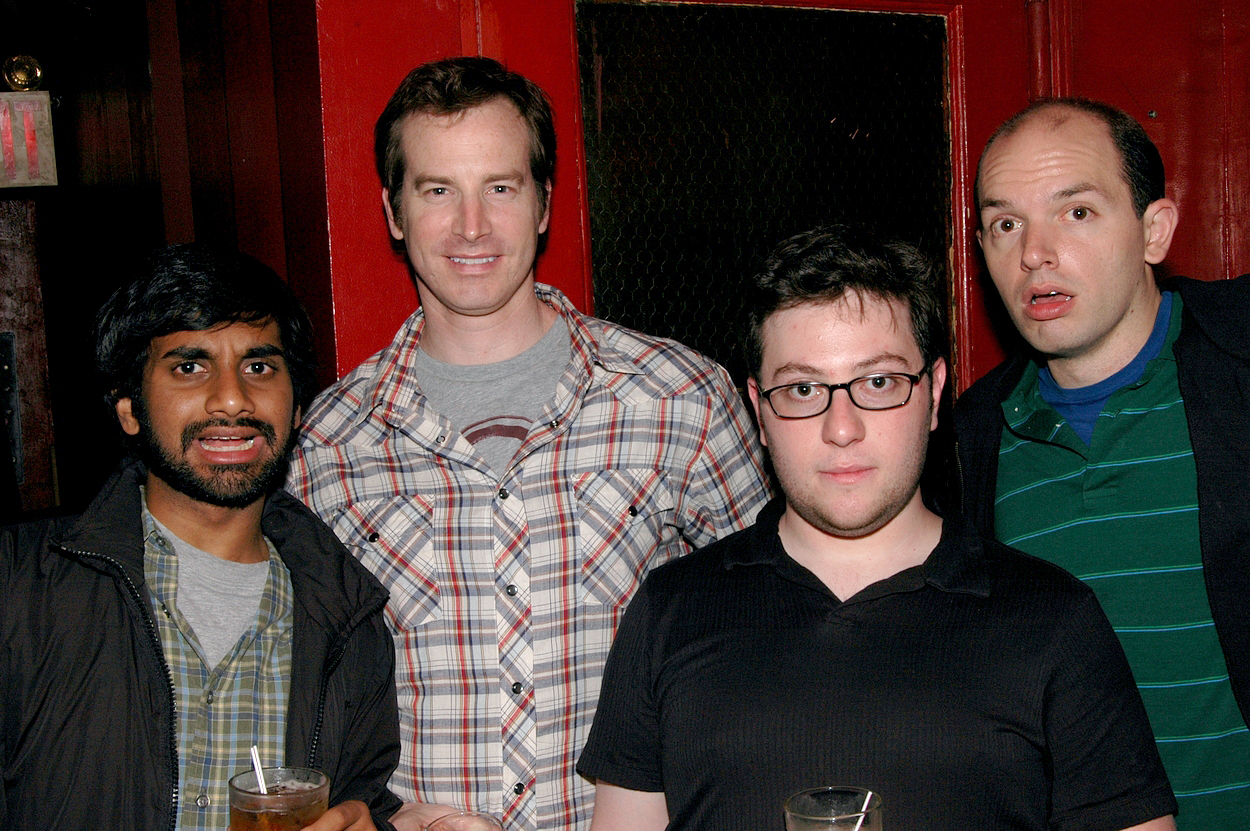
Human Giant ' Aziz Ansari, Rob Huebel, Jason Woliner y Paul Scheer en mayo de 2007

En el verano de 2005, Scheer comenzó a colaborar con los comediantes Rob Huebel y Aziz Ansari , así como con el director Jason Woliner para hacer cortometrajes.  El primer video creado por el grupo fue Shutterbugs , sobre Huebel y Ansari como agentes de talento infantil despiadados .  Esto fue seguido por el sketch de Illusionators , protagonizado por Ansari y Scheer como magos góticos de estilo Criss Angel .  A mediados de 2006, MTV dio luz verde a una serie de sketches del grupo, llamada Human Giant , que debutó el 5 de abril de 2007. 

#### The League
The League se estrenó en FX el 29 de octubre de 2009 y duró siete temporadas. La serie es una comedia semi-guionada de Jeff y Jackie Marcus Schaffer sobre un grupo de amigos en una liga de fútbol de fantasía.  Scheer interpreta al Dr. Andre Nowzick, un rico cirujano plástico cuya ingenuidad lo convierte en el blanco de muchos chistes.  Scheer ha coescrito varios episodios: "The Anniversary Party", "Expert Witness", "Sober Buddy", "The Out of Towner" y "Tailgate" con el coprotagonista Nick Kroll ; coescribió el episodio "Bringer Show" con Stephen Rannazzisi y fue el único escritor acreditado de " The Block ". 

#### NTSF: SD: SUV::
NTSF: SD: SUV :: es una parodia de acción y acción en vivo de 15 minutos, que se estrenó en Adult Swim de Cartoon Network el 21 de julio de 2011 y tuvo más de cuarenta episodios.  La serie fue creada por Scheer, quien también trabajó como productor ejecutivo, escritor, director y estrella.  Es producido por Abominable Pictures, Inc. y Scheer's 2nd Man on the Moon Productions.

#### Yo gabba gabba
Paul Scheer y Jack McBrayer hicieron apariciones semi regulares en la serie de Nick Jr. Yo Gabba Gabba! , durante un segmento llamado "Knock Knock Broma del día".  Scheer y McBrayer aparecieron como ellos mismos en el Yo Gabba Gabba! ¡Cómic, e hizo apariciones en el Yo Gabba Gabba! gira en vivo.  ¡En 2012, Scheer apareció como un malvado Android Cowboy en un episodio de The Aquabats! ¡Súper show! , otra serie de los creadores de Yo Gabba Gabba!

### Otros proyectos
En 2006, Variety nombró a Scheer como uno de los "10 mejores comics para ver" y Alternative Press lo calificó como uno de sus comediantes favoritos.  
Scheer y Jonathan Stern son productores ejecutivos de la serie de comedia de Hulu The Hotwives .  Scheer también coprotagoniza la serie. 
Scheer y Rob Huebel son cocreadores y directores de la serie de comedia Go90 Drive Share .
Scheer cocreó la serie Fullscreen Filthy Preppy Teen $ con Curtis James Gwinn y Jon Stern.
En 2013, tras el regreso de The Arsenio Hall Show , Scheer lanzó una serie web para JASH llamada The ArScheerio Paul Show .  En cada episodio, Scheer recrea las entrevistas del programa original de Arsenio Hall , incluido el famoso episodio de Bill Clinton , con Will Arnett interpretando a Clinton.  Scheer luce un corte de cabello plano liso y cómicamente agrandado para parecerse a Hall.
En 2014, Scheer coescribió y coprotagonizó varios episodios del falso documental de Adult Swim, El evento más grande en la historia de la televisión , que detalla la recreación de las inauguraciones de famosos programas de televisión.
En 2015, Scheer lanzó una serie web de seguimiento con JASH a Arscheerio Paul llamada ScheeRL , que recrea las entrevistas de Total Request Live de MTV organizada por Carson Daly , con Scheer interpretando el papel de Daly y varios comediantes interpretando a los músicos invitados.
En agosto de 2015, Scheer y Huebel crearon una comedia especial en un autobús en movimiento, Crash Test , producida por Paramount y lanzada en Comedy Central .
En 2016, Scheer prestó su voz a la primera serie animada de Vine White Ninja como el personaje titular.
En 2016, Scheer creó, produjo y dirigió segmentos para la serie de comedia de sketchs, Party Over Here , para Fox con The Lonely Island, protagonizada por Nicole Byer , Alison Rich y Jessica McKenna.
Scheer produjo y protagonizó Playdates , el primer piloto independiente que debutó en Sundance Group , junto a Carla Gallo en 2017.

### Podcasting
¿Cómo se hizo esto? es un podcast sobre Earwolf presentado por Scheer, June Diane Raphael y Jason Mantzoukas .  Cada episodio tiene una celebridad invitada / comediante y presenta la deconstrucción y la burla de películas terribles.  En 2011, iTunes seleccionó ¿Cómo se hizo esto? Como su podcast de comedia favorita del año.  En 2012, LA Weekly nombró el programa "The Best Comedy Podcast".  Los invitados han incluido a Kevin Smith , Damon Lindelof , "Weird" Al Yankovic , Danny Trejo , Vanilla Ice , Adam Scott , Nick Kroll y Amy Schumer . 
Scheer también es cofundador de Wolfpop, que era una cadena hermana de la cadena de podcast Earwolf y desde entonces se ha fusionado con Earwolf.
En 2018, Sheer comenzó Unspooled , un pódcast dedicado a ver y discutir las 100 películas de las mejores películas de todos los tiempos del American Film Institute , con la copresentadora Amy Nicholson.

### Historietas
Scheer se aventuró en cómics con su socio de escritura Nick Giovannetti para crear una miniserie de 5 partes de Boom , ALIENS vs. PARKER .  También apareció en The Astonishing Ant-Man # 4 de Nick Spencer y Ramon Rosanas. 
Scheer y Giovanetti continuaron su colaboración con Marvel Comics, donde escribieron Deadpool Bi-Annual # 1 y Guardians Team Up , que se lanzaron en septiembre de 2014 y 2015.

### Espectáculos en vivo
En 1995, Scheer se convirtió en miembro del programa de comedia Off-Broadway más antiguo de la ciudad de Nueva York, Chicago City Limits .  Como miembro de su compañía de turismo, Scheer viajó extensamente a través de los Estados Unidos y al extranjero. 
En 1998, se unió al Upright Citizens Brigade Theatre en la ciudad de Nueva York, donde realizó Sketch e Improvisación con Respecto Montalban , ganadores del Premio ECNY 2003 por "Mejor Show de Mejoras".  El grupo incluyó a Rob Riggle , Rob Huebel , Jack McBrayer y Dannah Feinglass .  Ellos realizaron su show de improvisación todos los sábados por la noche durante más de cinco años y colaboraron con Adam McKay en un programa de comedia de sketchs políticos llamado George Bush que es un hijo de puta . 
En 2002, Scheer creó y protagonizó Automatic Vaudeville en el teatro Ars Nova , que The Hollywood Reporter denominó "uno de los cinco mejores espectáculos del país". 
Scheer se mudó a Los Ángeles en 2006 y es intérprete habitual en Upright Citizens Brigade Theatre en Los Ángeles (UCBTLA).  Realiza un espectáculo improvisado basado en los perfiles de Facebook de los miembros de la audiencia llamado FACEBOOK .  El espectáculo fue nombrado "Mejor Show de improvisación" por la revista Los Ángeles y se ha perfilado en Good Morning America .  Los miembros del elenco incluyen a McBrayer, Riggle y Huebel. 
Scheer es el anfitrión de Crash Test con el alumno gigante humano Huebel.  Los Ángeles llamó al espectáculo "Extremadamente divertido....Varios pulgares arriba "y MetroMix dijo:" La comedia de Sketch no se vuelve más divertida ".  También ocasionalmente actúa en un programa de improvisación de dos personas, Scheer / McBrayer con McBrayer. 
En 2010, Scheer organizó un evento benéfico con Ben Stiller llamado A Night of 140 Tweets, en el que logró que 140 comediantes y actores aparecieran en el escenario del Teatro UCB en Los Ángeles, cada uno de ellos leyendo un solo tuit.  Los artistas incluyeron a Stiller, Will Ferrell , Ashton Kutcher , Demi Moore , Aziz Ansari , el elenco de It's Always Sunny en Filadelfia , Dane Cook , Wilmer Valderrama , John Cho , Mindy Kaling y Sasha Grey .  El evento, lanzado como un DVD de caridad y descarga en línea, recaudó más de 500000 dólares para Haití .  
En 2017, apareció en Celebrity Family Feud y perdió contra su esposa, June.

## Vida personal
Scheer vive en Los Ángeles y está casada con la actriz y escritora June Diane Raphael.  Se conocieron por primera vez en enero de 2004, después de que la directora artística del Teatro de la Brigada de Ciudadanos Verticales de Manhattan trajera a Scheer para ofrecer consejos a Raphael y a su compañera de comedia Casey Wilson sobre cómo realizar mejoras en su programa de sketches de dos mujeres de la UCB, y comenzaron a salir poco después. Se mudaron de Nueva York a Los Ángeles en 2005. En octubre de 2009, Scheer y Raphael se casaron en el Museo de Historia Natural de Santa Bárbara. El mejor hombre de Scheer era un imitador de Jack Nicholson.  Tienen dos hijos, Gus, nacido en abril de 2014, y Sam, nacido en agosto de 2016.
En septiembre de 2015, Scheer dijo que practica la meditación trascendental para calmarse y ser más creativo.

## Filmografía

### Películas
| Año  | Título                                        | Papel                        | Notas        |
| ---- | --------------------------------------------- | ---------------------------- | ------------ |
| 2004 | Blackballed: The Bobby Dukes Story            | Lenny Pear                   |              |
| 2006 | School for Scoundrels                         | Pequeño pete                 |              |
| 2007 | Watching the Detectives                       | Cliente molesto              |              |
| 2007 | Slice                                         | Tucker taylor                | Cortometraje |
| 2008 | The Onion Movie                               | Bates Computer Salesman Dirk |              |
| 2008 | Meet Dave                                     | Teniente Kneecap             |              |
| 2009 | Guerra de novias                              | Ricky Coo                    |              |
| 2009 | The Smallest Co%k in Porn                     | Ryan French                  | Video corto  |
| 2009 | Año Uno                                       | Albañil                      |              |
| 2010 | Weird: The Al Yankovic Story                  | Club mc                      | Video corto  |
| 2010 | Piranha 3D                                    | Andrew Cunningham            |              |
| 2011 | El juego de los idiotas                       | El valet                     | Video corto  |
| 2011 | Kung Fu Panda: Secrets of the Masters         | Maestro trueno rinoceronte   | Video corto  |
| 2012 | Piranha 3DD                                   | Andrés                       |              |
| 2013 | Hell Baby                                     | Ron                          |              |
| 2013 | Ass Backwards                                 | Propietario de Strip Club    |              |
| 2013 | Escape from Planet Earth                      | Camarógrafo                  | Voz          |
| 2013 | Rapture-Palooza                               | Espectro de seguridad        |              |
| 2013 | OJ: The Musical                               | Dr. Love                     |              |
| 2014 | Jason Nash Is Married                         | Bill Morrison                |              |
| 2014 | Repeat Stuff                                  | Agente                       | Video corto  |
| 2015 | Hell & Back                                   | Paul el demonio              | Voz          |
| 2015 | Daddy's Home                                  | El látigo                    |              |
| 2016 | Donald Trump's The Art of the Deal: The Movie | Roy Cohn                     |              |
| 2016 | Nerdland                                      | Marvin masterson             | Voz          |
| 2016 | Popstar: Never Stop Never Stopping            | Lobo Manejador               |              |
| 2016 | Opening Night                                 | Ron                          |              |
| 2016 | Army of One                                   | Pickles                      |              |
| 2017 | The Disaster Artist                           | Raphael smadja               |              |
| 2017 | Best F(r)iends                                | Malmo                        |              |
| 2018 | A Futile and Stupid Gesture                   | Paul Shaffer                 |              |
| 2018 | Summer '03                                    | Ned                          |              |
| 2018 | Slice                                         | Jack                         |              |
| 2019 | Long Shot                                     | Wembley News Anchor #2       |              |
| 2020 | Happily                                       |                              |              |
| 2023 | Familia revuelta                              | Steven                       |              |

### Televisión
| Year      | Title                                       | Role                                   | Notes                                                                                              |
| --------- | ------------------------------------------- | -------------------------------------- | -------------------------------------------------------------------------------------------------- |
| 1998–2000 | Upright Citizens Brigade                    | Multiple Roles                         | 6 episodes                                                                                         |
| 2001      | Burly TV                                    | Various                                | Episode: "Impostor"                                                                                |
| 2004      | Crossballs: The Debate Show                 | Additional Characters                  | |
| 2005–2007 | Shutterbugs                                 | Sugarplums Agent / Nasim               | 4 episodes                                                                                         |
| 2006      | Starveillance                               | Ashton Kutcher                         | Pilot episode                                                                                      |
| 2007      | Raines                                      | Motel Clerk                            | Pilot episode                                                                                      |
| 2007–2008 | Human Giant                                 | Paul / Various                         | 21 episodes, also creator, writer, executive producer                                              |
| 2007–2008 | 30 Rock                                     | Donny Lawson                           | 2 episodes                                                                                         |
| 2008      | 10 Items or Less                            | Francis                                | Episode: "The Bromance"                                                                            |
| 2009      | Reno 911!                                   | Various                                | 3 episodes                                                                                         |
| 2009      | Parks and Recreation                        | Keef Slertner                          | Episode: "Kaboom"                                                                                  |
| 2009–2015 | The League                                  | Andre                                  | 84 episodes, also writer                                                                           |
| 2010      | The Sarah Silverman Program                 | Producer                               | Episode: "A Slip Slope"                                                                            |
| 2010      | Players                                     | Tony Maroni                            | Episode: "Krista's Mom"                                                                            |
| 2010      | Party Down                                  | Joel Munt                              | Episode: "Joel Munt's Big Deal Party"                                                              |
| 2010      | Pretend Time                                | Dr. Bruce                              | Episode: "Monday Morning Meltdown"                                                                 |
| 2010–2011 | Funny or Die Presents                       | Barry / Lionel                         | 6 episodes                                                                                         |
| 2010–2016 | Childrens Hospital                          | Sir Tinkle Button                      | 4 episodes, also writer and director                                                               |
| 2011      | Traffic Light                               | Glenn G.                               | Episode: "No Good Deed"                                                                            |
| 2011      | The Problem Solverz                         | Tony Marv (voice)                      | Episode: "Funny Facez"                                                                             |
| 2011–2012 | Happy Endings                               | Avi                                    | 2 episodes                                                                                         |
| 2011–2013 | NTSF:SD:SUV::                               | Trent Hauser                           | 39 episodes, also creator, writer, director, executive producer                                    |
| 2012      | The Life & Times of Tim                     | Mitch (voice)                          | Episode: "Strip Club Hostage Situation/Game Night"                                                 |
| 2012      | The Aquabats! Super Show!                   | The Cowboy Android Sheriff             | Episode: "Cowboy Android!"                                                                         |
| 2012      | Bob's Burgers                               | Larry (voice)                          | Episode: "Food Truckin'"                                                                           |
| 2012      | Electric City                               | Walter LaFong (voice)                  | 21 episodes                                                                                        |
| 2012      | Modern Family                               | Store Manager                          | Episode: "When a Tree Falls"                                                                       |
| 2012      | Tron: Uprising                              | Hopper (voice)                         | 5 episodes                                                                                         |
| 2012–2013 | Burning Love                                | Robby Z / Kip                          | 8 episodes                                                                                         |
| 2012–2013 | The Greatest Event in Television History    | Trace Goron / Protester                | 3 episodes, also executive producer                                                                |
| 2012–2015 | Comedy Bang! Bang!                          | Various                                | 3 episodes                                                                                         |
| 2013      | Whitney                                     | Phillip                                | Episode: "Alex, Meet Lily"                                                                         |
| 2013      | The ArScheerio Paul Show                    | ArScheerio Paul                        | 9 episodes, also creator                                                                           |
| 2013      | The Arsenio Hall Show                       | ArScheerio Paul                        | 1 episode                                                                                          |
| 2013      | Clear History                               | Dinner Friend                          | TV movie                                                                                           |
| 2013      | Paranormal Roommates                        | Bigfoot (voice)                        | Pilot                                                                                              |
| 2013–2017 | Adventure Time                              | Toronto / Bath Boy Gang Leader (voice) | 5 episodes                                                                                         |
| 2014      | Next Time on Lonny                          | Gun Store Clerk                        | Episode: "Lonny's Best Friend"                                                                     |
| 2014      | The Hotwives of Orlando                     | Matty Green                            | 7 episodes, also executive producer                                                                |
| 2014      | Gravity Falls                               | Gary (voice)                           | Episode: "Soos and the Real Girl"                                                                  |
| 2014      | The Birthday Boys                           | Mayor                                  | Episode: "Snobs and Slobs"                                                                         |
| 2014–2018 | Drunk History                               | Various                                | 3 episodes                                                                                         |
| 2015      | Kroll Show                                  | Marc XYZ                               | Episode: "Gigolo H-O-R-S-E"                                                                        |
| 2015      | Scheer-RL                                   | Carson Daly                            | 7 episodes, also creator                                                                           |
| 2015      | Wet Hot American Summer: First Day of Camp  | Dave                                   | 2 episodes                                                                                         |
| 2015      | Regular Show                                | Cat Masterson (voice)                  | Episode: "Cat Videos"                                                                              |
| 2015      | The Hotwives of Las Vegas                   | Vance Storm / Matty Green              | 7 episodes, also executive producer                                                                |
| 2015      | Crash Test: With Rob Huebel and Paul Scheer | Paul                                   | TV movie, also writer and producer                                                                 |
| 2015–2017 | Fresh Off the Boat                          | Mitch                                  | 24 episodes                                                                                        |
| 2016      | Animals.                                    | White Horse (voice)                    | Episode: "Rats."                                                                                   |
| 2016      | Once Upon a Time                            | The Scarecrow (voice)                  | Episode: "Our Decay"                                                                               |
| 2016      | Party Over Here                             | Chris Harrison / Binoculars Dad        | 2 episodes, also creator, director, executive producer                                             |
| 2016      | Bajillion Dollar Propertie$                 | Reverend Coyne                         | Episode: "Happy Ending"                                                                            |
| 2016      | Filthy Preppy Teen$                         | Mr. Lapierre                           | Episode #1.5, also creator, writer, director, executive producer                                   |
| 2016      | Grace and Frankie                           | Kyle                                   | Episode: "The Loophole"                                                                            |
| 2016      | Blunt Talk                                  | Barry                                  | 3 episodes                                                                                         |
| 2016      | Ultimate Spider-Man                         | Quentin Beck (voice)                   | Episode: "The Moon Knight Before Christmas"                                                        |
| 2016–2018 | The Amazing Gayl Pile                       | Terrin                                 | 5 episodes, also executive producer                                                                |
| 2017      | Drive Share                                 | Driver / Apocalyptic Passenger         | 4 episodes, also creator, writer, director, and executive producer                                 |
| 2017      | Workaholics                                 | Fest Manager                           | Episode: "Party Gawds"                                                                             |
| 2017      | Veep                                        | Stevie                                 | 8 episodes Screen Actors Guild Award for Outstanding Performance by an Ensemble in a Comedy Series |
| 2017      | Wet Hot American Summer: Ten Years Later    | Dave                                   | 3 episodes                                                                                         |
| 2017      | I'm Sorry                                   | Todd                                   | Episode: "Weekend Alone"                                                                           |
| 2017      | HarmonQuest                                 | Sensodyne, the Tooth Beast             | Episode: "Into the Abyss"                                                                          |
| 2017      | Lady Dynamite                               | Gayle                                  | Episode: "Fridge Over Troubled Daughter"                                                           |
| 2017      | Future Man                                  | Paul / Man at Video Game Store         | 3 episodes                                                                                         |
| 2017      | Do You Want To See a Dead Body?             | Himself                                | Episode: "A Body and an Ex-Roommate"                                                               |
| 2017      | Brooklyn Nine-Nine                          | Devin Cathertaur                       | Episode: "Game Night"                                                                              |
| 2017–2018 | Big Mouth                                   | Kurt Bilzerian (voice)                 | 3 episodes                                                                                         |
| 2018      | Another Period                              | Pablo Picasso                          | Episode: "Lucky Chang's"                                                                           |
| 2018      | Big City Greens                             | Chip Whistler (voice)                  | 3 episodes                                                                                         |
| 2018      | Rob Riggle's Ski Master Academy             | Gary                                   | 8 episodes                                                                                         |
| 2018      | Little Big Awesome                          | Raymond the Cloud (voice)              | Episode: "Snow Day / Rootin' for Change"                                                           |
| 2018      | Let's Go Luna!                              | Señor Fabuloso (voice)                 | |
| 2019      | Black Monday                                | Keith                                  | |
| 2021      | The Loud House                              | Gus                                    | Episode: "Grub Snub"                                                                               |